# 安曇郡
- 令制国一覧 > 東山道 > 信濃国 > 安曇郡
- 日本 > 中部地方 > 長野県 > 安曇郡

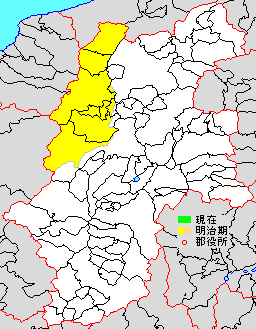
長野県安曇郡の範囲

安曇郡（現代仮名遣い:あずみぐん、歴史的仮名遣い:あづみぐん）は、長野県（信濃国）にあった郡。

## 郡域
現在の下記の区域にあたるが、行政区画として画定されたものではない。
- 大町市、北安曇郡の全域
- 長野市の一部（信州新町左右）
- 松本市の一部（島内・梓川倭・梓川梓・梓川上野・安曇）
- 安曇野市の大部分（豊科田沢・豊科光・明科光・明科中川手・明科東川手を除く）
- 東筑摩郡生坂村の一部（東陸郷・東広津）

## 歴史
もとは「あづみごおり/あづみのこおり」と読まれ、表記も阿曇郡（阿曇評）であり、好字制により安曇郡と書くようになった。
6世紀ごろに阿曇氏が定住し、律令制のもとで信濃国安曇郡が成立した。郡衙の位置は未詳であるが、安曇野市明科中川手の明科廃寺址が有力視されている。
二十巻本の和名類聚抄（巻5・17）には、安曇に対して万葉仮名で「阿都之（あつし）」と訓が記載されており、高家（たきべ）郷、八原（やはら）郷、前科郷、村上（むらかみ）郷の四郷からなる（同・巻7・7）と書かれている。一方、延喜式（巻10）では安曇に対し、「あつみ」と訓が付されている。平安時代以降、前科郷のうち犀川以東（川手地方）が筑摩郡に編入されたと見られる。
後白河院政時代の荘園として、住吉荘（長講堂領）、大穴荘（歓喜光院領）、仁科荘（室町院領）、千国荘（六条院領）、野原(矢原)荘（蓮華王院領）、前見荘（雅楽頭済益領）、矢原御厨・仁科御厨（伊勢神宮領）、多々利牧・猪鹿牧（左馬寮領）が見える。

### 式内社
『延喜式』神名帳に記される郡内の式内社。
| 神名帳                     | 神名帳     | 神名帳 | 神名帳 | 比定社   | 比定社                   | 比定社     | 集成 |
| 社名                       | 読み       | 格     | 付記   | 社名     | 所在地                   | 備考       | 集成 |
| -------------------------- | ---------- | ------ | ------ | -------- | ------------------------ | ---------- | ---- |
| 安曇郡 2座（大1座・小1座） |            |        |        |          |                          |            |      |
| 穂高神社                   | ホタカノ   | 名神大 |        | 穂高神社 | 長野県安曇野市穂高       | 信濃国三宮 |      |
| 川会神社                   | カハアヒノ | 小     |        | 川会神社 | 長野県北安曇郡池田町会染 |            |      |
| 凡例を表示                 |            |        |        |          |                          |            |      |

### 近世以降の沿革
所属町村の変遷は南安曇郡#郡発足までの沿革、北安曇郡#郡発足までの沿革をそれぞれ参照
- 元和3年 - 以下の7組が編成される。
  - 上野組 - 現在の松本市安曇・梓川梓・梓川上野・梓川倭（岩岡を除く）
  - 長尾組 - 現在の安曇野市三郷明盛・三郷温・三郷小倉・堀金烏川・堀金三田
  - 成相組 - 現在の安曇野市豊科（吉野を除く）・豊科高家、松本市島内・梓川倭（岩岡）
  - 保高組 - 現在の安曇野市穂高・穂高柏原・穂高牧・穂高有明（橋爪）・穂高北穂高（狐島）・豊科南穂高・豊科（吉野）
  - 松川組 - 現在の松川村全域、大町市常盤、安曇野市穂高有明（橋爪を除く）
  - 池田組 - 現在の池田町全域、安曇野市北穂高（狐島を除く）・明科七貴・明科南陸郷、大町市社（山之寺）、生坂村東陸郷・東広津
  - 大町組 - 現在の大町市大町・平・社（山之寺を除く）、白馬村全域、小谷村全域、長野市信州新町左右
- 17世紀後半
  - 筑摩郡犬飼村・小宮村・上平瀬村・下平瀬村・稲核（いねこき）村・大野川村が本郡に編入。
  - 犬飼村が分割して青島村・町村・北中村・南中村・北方村・東方村・高松村・犬飼新田村となる。
- 「旧高旧領取調帳」の記載によると、明治初年時点で全域が信濃松本藩領であった。寺社領も存在した。（179村）
- 明治4年
  - 7月14日（1871年8月29日） - 廃藩置県により松本県の管轄となる。
  - 11月20日（1871年12月31日） - 第1次府県統合により筑摩県の管轄となる。
- 明治9年（1876年）8月21日 - 第2次府県統合により長野県の管轄となる。
- 明治12年（1879年）1月4日 - 郡区町村編制法の長野県での施行により、安曇郡のうち、豊科村ほか16村の区域に南安曇郡が、大町村ほか18村の区域に北安曇郡がそれぞれ行政区画として発足。同日安曇郡消滅。